# 東エルサレムを含む占領下のパレスチナ領域におけるイスラエルの政策と実行から生じる法的帰結
東エルサレムを含む占領下のパレスチナ領域におけるイスラエルの政策と実行から生じる法的帰結（ひがしエルサレムをふくむせんりょうかのパレスチナりょういきにおけるイスラエルのせいさくとじっこうからしょうじるほうてききけつ、英語: Legal Consequences arising from the Policies and Practices of Israel in the Occupied Palestinian Territory, including East Jerusalem）は、2022年12月に国連総会（UNGA）で採択されたイスラエルによるパレスチナ占領の合法性に関する勧告的意見の提出を求める決議に端を発する、国際連合（UN）の最高法的機関である国際司法裁判所（ICJ）に対する訴訟である。 
イスラエルは1967年以来、ヨルダン川西岸地区（東エルサレムを含む）とガザ地区からなるパレスチナの一部地域を占領しており、近代史上最長の領土占領となっている。2004年、ICJはイスラエルのヨルダン川西岸地区の分離壁 に関する勧告的意見を提出し、分離壁は国際法に反しており撤去されるべきであると決定した（パレスチナの壁事件）。2023年1月、国際司法裁判所は、「東エルサレムを含むパレスチナ占領領域におけるイスラエルの政策と実行から生じる法的帰結に関する勧告的意見」を求める国連総会の要請を認めた。
公聴会は2024年2月19日、ハーグにあるICJの裁判所で開かれた。52カ国と3つの国際機関が法的論拠を提示し、ICJの歴史上、単一の事件に参加した最多の当事者数となった。ICJは2024年7月19日に勧告的意見を発表し、パレスチナ地域は1つの政治単位を構成し、1967年以降のイスラエルの占領と、その後のユダヤ人入植地の建設、天然資源の採掘は国際法上違法であると判断した。またICJは、イスラエル側は占領がもたらした損害について、パレスチナの人々に全面的な賠償を支払うべきであり、占領領域における政策はあらゆる形態の人種差別の撤廃に関する国際条約に違反していると判断した。
パレスチナ自治政府は、この決定を歴史的なものとして歓迎したが、イスラエル政府は、政治的解決は交渉によってのみ達成されるとして、これを正式に拒否した。ICJのこの見解は欧州連合（EU）が支持したが、米国政府は非難した。2024年9月18日、国連総会はヨルダン川西岸地区とガザ地区におけるイスラエルの「不法な支配」を1年以内に終わらせることを求める決議を採択した。

## 背景
パレスチナ国が作成した決議案は、2022年11月11日に非植民地化特別委員会（国際連合総会第4委員会）で承認された。決議案は98対17、棄権52で可決され、国連総会の本会議に提出された。ICJに対する決議の提出はニカラグアが行った（パレスチナ国は国連に加盟していないため）。
2022年12月30日、国連総会は決議A/RES/77/247を賛成87票、反対26票、棄権53票で採択した。
2023年1月20日、ICJは、「1月17日にアントニオ・グテーレス国連事務総長が送付した書簡を通じて、勧告的意見を求める国連の要請を受けたことを確認し、昨日木曜日より要請が登録された」とコメントした。

## 国連総会での決議
決議の第18項では、以下についてICJがイスラエルに対し勧告的意見を述べるよう裁判所に要請している。
(a) イスラエルによる、1967年以来長期にわたって続くパレスチナ領土の占領・入植・併合（聖地たるエルサレムにおける人口構成・特色・社会的地位を変えようとする政策の実行を含む）による、パレスチナ人の自己決定権の侵害から生じる法的帰結は何か。
(b) 上記18(a)で言及されたイスラエルの政策と実行は、占領の法的地位にどのような影響を及ぼすのか。また、この法的地位への影響からすべての国家と国際連合に生じる法的帰結は何か。

## 国連の非植民地化特別委員会での投票

国連の非植民地化特別委員会での投票

- 賛成
- 反対
- 棄権
- 欠席

| 投票 | 国数 | 国名 |
| ---- | ---- | --- |
| 賛成 | 87   | アルジェリア、アンゴラ、アルゼンチン、アルメニア、アゼルバイジャン、バハマ、バーレーン、バングラデシュ、バルバドス、ベルギー、ベリーズ、ボリビア、ボツワナ、ブルネイ、カンボジア、チリ、中華人民共和国、コロンビア、キューバ、朝鮮民主主義人民共和国、ジブチ、エジプト、エルサルバドル、ガボン、グレナダ、ギニア、ギニアビサウ、ギアナ、インドネシア、イラン、イラク、アイルランド、ジャマイカ、ヨルダン、カザフスタン、クウェート、キルギスタン、ラオス、レバノン、レソト、リビア、ルクセンブルク、マレーシア、モルディブ、マリ、マルタ、モーリタニア、モーリシャス、メキシコ、モンゴル、モロッコ、モザンビーク、ナミビア、ニカラグア、ナイジェリア、オマーン、パキスタン、パラグアイ、ペルー、ポーランド、ポルトガル、カタール、ロシア、セントクリストファー・ネイビス、セントビンセント・グレナディーン、サウジアラビア、セネガル、シオラレオネ、シンガポール、スロベニア、ソマリア、南アフリカ、スリランカ、スーダン、シリア、タジキスタン、トリニダード・トバゴ、チュニジア、トルコ、トルクメニスタン、ウガンダ、アラブ首長国連邦、ベトナム、イエメン、ザンビア、ジンバブエ |
| 反対 | 26   | アルバニア、オーストラリア、オーストリア、カナダ、コスタリカ、クロアチア、チェコ、コンゴ民主共和国、エストニア、ドイツ、グアテマラ、ハンガリー、イスラエル、イタリア、ケニア、リベリア、リトアニア、マーシャル諸島、ミクロネシア連邦、ナウル、パラオ、パプアニューギニア、ルーマニア、トーゴ、イギリス、アメリカ |
| 棄権 | 53   | アンドラ、ベラルーシ、ボスニア・ヘルツェゴビナ、ブラジル、ブルガリア、ブルンジ、カメルーン、コートジボワール、キプロス、デンマーク、ドミニカ共和国、エクアドル、エリトリア、エチオピア、フィジー、フィンランド、フランス、ジョージア、ガーナ、ギリシャ、ハイチ、ホンジュラス、アイスランド、インド、日本、キリバス、ラトビア、リヒテンシュタイン、 マラウイ、モナコ、モンテネグロ、ミャンマー、オランダ、ニュージーランド、ノルウェー、パナマ、フィリピン、大韓民国、モルドバ、ルワンダ、サモア、サンマリノ、セルビア、スロバキア、ソロモン諸島、南スーダン、スペイン、スウェーデン、スイス、タイ、タンザニア、ウルグアイ、バヌアツ |
| 欠席 | 27   | アフガニスタン、アンティグア・バーブーダ、ベナン、ブータン、ブルキナファソ、カーボベルデ、中央アフリカ共和国、チャド、コモロ、コンゴ、ドミニカ、赤道ギニア、エスワティニ、ガンビア、マダガスカル、ネパール、ニジェール、北マケドニア、サントメ・プリンシペ、セーシェル諸島、スリナム、東ティモール、トンガ、ツバル、ウクライナ、ウズベキスタン、ベネズエラ |
| 合計 | 193  | |

## 国連総会での投票

国連総会での投票

- 賛成
- 反対
- 棄権
- 欠席

| 投票 | 国数 | 国名 |
| ---- | ---- | --- |
| 賛成 | 87   | アルジェリア、アンゴラ、アルゼンチン、アルメニア、アゼルバイジャン、バハマ、 バーレーン、バングラデシュ、バルバドス、ベルギー、ベリーズ、ボリビア、ボツワナ、ブルネイ、カンボジア、チリ、中華人民共和国、コロンビア、キューバ、朝鮮民主主義人民共和国、ジブチ、エジプト、エルサルバドル、ガボン、グレナダ、ギニア、ギニアビサウ、ガイアナ、インドネシア、イラン・イスラム共和国、イラク、アイルランド、ジャマイカ、ヨルダン、カザフスタン、クウェート、キルギスタン、ラオス、レバノン、レソト、リビア、ルクセンブルク、マレーシア モルディブ、マリ、マルタ、モーリタニア、モーリシャス、メキシコ、モンゴル、モロッコ、モザンビーク、ナミビア、ニカラグア、ナイジェリア、オマーン、パキスタン、パラグアイ、ペルー、ポーランド、ポルトガル、カタール、ロシア、セントクリストファー・ネイビス、セントビンセント・グレナディーン、サウジアラビア、セネガル、シエラレオネ、シンガポール、スロベニア、ソマリア、南アフリカ、スリランカ、スーダン、シリア、タジキスタン、トリニダード・トバゴ、チュニジア、トルコ、トルクメニスタン、ウガンダ、アラブ首長国連邦、ベトナム、イエメン、ザンビア、ジンバブエ |
| 反対 | 26   | アルバニア、オーストラリア、オーストリア、カナダ、コスタリカ、クロアチア、チェコ共和国、コンゴ民主共和国、エストニア、ドイツ、グアテマラ、ハンガリー、イスラエル、イタリア、ケニア、リベリア、リトアニア、マーシャル諸島、ミクロネシア連邦、ナウル、パラオ、パプアニューギニア、ルーマニア、トーゴ、イギリス、アメリカ |
| 棄権 | 53   | アンドラ、ベラルーシ、ボスニア・ヘルツェゴビナ、ブラジル、ブルガリア、ブルンジ、カメルーン、コートジボワール、キプロス、デンマーク、ドミニカ共和国、エクアドル、エリトリア、エチオピア、フィジー、フィンランド、フランス、グルジア、ガーナ、ギリシャ、ハイチ、ホンジュラス、アイスランド、インド、日本、キリバス、ラトビア、リヒテンシュタイン、 マラウイ、モナコ、モンテネグロ、ミャンマー、オランダ、ニュージーランド、ノルウェー、パナマ、フィリピン、大韓民国、モルドバ共和国、ルワンダ、サモア、サンマリノ、セルビア、スロバキア、ソロモン諸島、南スーダン、スペイン、スウェーデン、スイス、タイ、タンザニア、ウルグアイ、バヌアツ |
| 欠席 | 27   | アフガニスタン、アンティグア・バーブーダ、ベナン、ブータン、ブルキナファソ、カーボベルデ、中央アフリカ共和国、チャド、コモロ、コンゴ、ドミニカ、赤道ギニア、エスワティニ、ガンビア、マダガスカル、ネパール、ニジェール、北マケドニア、サントメ・プリンシペ、セーシェル諸島、スリナム、東ティモール、トンガ、ツバル、ウクライナ、ウズベキスタン、ベネズエラ |
| 合計 | 193  | |

## 国連総会決議への反応
パレスチナ国のリヤド・アル＝マリキ外務・駐在大臣は、この決議案を「外交的・法的な成功」と称賛した。加えてアル＝マリキ外相は、決議案を支持し、賛成票を投じた国々に感謝の意を表明した。そして、決議案に賛成しなかった国々に対し、「国際法を遵守し、歴史の間違った側に立つことを避けるべきだ」と発言した。最終投票の数日前、ハーグに対して紛争の仲裁付託することを阻止しようと、当時のイスラエル首相ヤイル・ラピドは50カ国に手紙を送り、総会でこの決議に賛成票を投じないように求めていた。
イスラム協力機構（OIC）は、この決議が総会で承認されたことを歓迎し、「決議を支持した国々を称賛する。それらの国々は国際法を遵守しており、その結果パレスチナの大義に対する歴史的な決議が生まれた」とコメントした。

## ICJへの提出書類
ICJは、2023年7月25日を意見書の提出期限とし、2023年10月25日を他の国や組織が提出した意見書に対する意見書の提出期限とした。
8月7日、ICJは、アラブ連盟・イスラム協力機構・アフリカ連合の3つの国際機関から提出された意見書を含む、57の意見書が同裁判所の登録簿に提出されたことを発表した。 『ル・モンド』紙によれば、57の書類を同時に提出するということは、1945年にICJが設立されて以来の記録（他のどの案件よりも多い）であり、同紙はパレスチナ人にとってすでに小さな勝利となったと報じた。
しかし、『ル・モンド』紙によれば、57通の提出書類の大部分は、「提起された問題についての、ICJの管轄権」を認めており、裁判所への付託に異議を唱える提出書類は10通ほどしかないという。
11月14日、裁判所は意見書に対する意見書15件を受理したと発表した。

### カナダ
2023年7月14日にカナダ政府は、「イスラエルはこの件に関するICJの管轄権を認めておらず、国連安全保障理事会は当事者が交渉を通じて紛争を解決する枠組みを確立しているため、ICJは裁量権を行使して勧告的意見を出すことを拒否すべきだ」と主張した（カナダは決議に反対の立場をとっている）。

### フランス
フランスは、ICJに勧告的意見を求める決議に対する国連総会での投票では棄権したが、ICJに対して約20ページに及ぶ意見書を提出した。その中で、植民地化の違法性を再確認し、東エルサレムを含む占領地における占領者の法的義務を詳述し、既成事実による併合の正当化の危険性を指摘した。

### イスラエル
イスラエル政府は、「ICJにはイスラエル＝パレスチナ紛争を裁く権限はなく、イスラエルとパレスチナ自治政府の直接交渉によって解決されるべきである」との意見書をICJに提出したと報じられている。

### パレスチナ
2023年7月24日、ハーグでの決議で、パレスチナ国のリヤド・アル＝マリキ外務・駐在大臣がパレスチナ側の提出書類を提出した。

### イギリス
イギリスは、ICJが本問題を裁くことに反対した。

## 各国の口頭弁論
口頭弁論は2024年2月19日に開始された。この日、まずパレスチナの代表団が弁論を行った。その後、以下の国が口頭弁論を行った：

### アフリカ
- アフリカ連合: AU代表のモハメド・ヘラルは「ガザの人々に対して行われている違法な政策の実行に関しては、イスラエルに対しての不処罰は無くし、法の支配に対する責任を問うことが不可欠である」と述べた[43]。
- リビア: リビア代表は、パレスチナ人には自決権があると述べた[44]。
- ナミビア: ナミビアのイヴォンヌ・ダウサブ（英語版）法務大臣は、「パレスチナ人とナミビア人は同じように、人間としての尊厳を失い（中略）土地と天然資源を奪われ（中略）苦しんでいる。パレスチナの人々に対する残忍な残虐行為を目の当たりにして、われわれは見て見ぬふりをすることはできない」と述べた[45]。
- 南アフリカ: 南アフリカは、「イスラエルの占領は” colonial apartheid（植民地的アパルトヘイト） ”に相当し、イスラエルはユダヤ人入植地を解体しパレスチナ人に賠償金を支払う必要がある」と主張した[9]。
- スーダン: スーダン代表は、「イスラエルとパレスチナが和平及び安全保障を達成するために努力を重ねるように」としながら、ICJにイスラエルに対して勧告的意見を出すよう求めた[46]。

### アメリカ
- ベリーズ: ベリーズ代表は、イスラエルが2005年に撤退した（ガザ地区等撤退）にもかかわらず、ガザはまだ占領されていると主張した[47]。
- ボリビア: ボリビア代表は、イスラエルの占領地域における政策と実行は国際法に違反していると主張した[48]。
- ブラジル: ブラジル代表は、二国家解決を提唱し、イスラエルの占領は国際法違反であると主張した[49]。
- チリ: チリ代表は、「天然資源の開発、ユダヤ人入植政策、壁の建設、前哨基地の合法化など、その政策の実行によって、イスラエルは占領されたパレスチナ領土を無期限に支配する意思を示しているのだ」と主張した[50]。
- アメリカ: アメリカ代表は「イスラエルの自衛のためには、占領を続けなければならない」と主張した[51]。

### アジア
- バングラデシュ: バングラデシュ代表は、「イスラエルは占領地の軍を撤退させ、ユダヤ人入植者による問題ついても解決しなければならない」と主張した[52]。
- 中国: 中国代表は、「被占領民であるパレスチナ人には抵抗する権利がある」と主張した[53]。
- インドネシア: インドネシアのルトノ・マルスディ外相は「イスラエルの不法な占領とその残虐行為は止めなければならない。イスラエルが国際的な法的義務を遵守する意思をまったく持っていないことは明らかだ」と述べた[54]。
- 日本: 日本外務省は、「イスラエルと、将来独立するパレスチナ国家が平和と尊厳のうちに共存する二国家解決案が、両国民にとって唯一納得できる道であると述べた[55]。
- パキスタン: アーメド・イルファン・アスラム法相は、1962年にフランスがアルジェリアから100万人の入植者を撤退させたことを引き合いに出し、イスラエルの占領は可逆的であると述べた[56]。

### ヨーロッパ
- アイルランド: アイルランド代表は「イスラエルは、パレスチナ領土を長期にわたって占領し、半世紀以上にわたってそこで入植活動を行ってきた。」と述べた[57]。
- ベルギー: ベルギーを代表する法律専門家は、「イスラエルの占領は恒久的な人口構造の改変を求めるものであり、国際法の基本規則に違反する」と述べた[58]。
- ルクセンブルク: ルクセンブルクを代表する弁護士は、「イスラエルの植民地化活動は自衛権の下で正当化することができない」と主張し、その行為はジュネーブ第4条約に違反していると主張した[59]。
- オランダ: オランダ代表のルネ・JM・ルフェーバーは、「占領下にある人々には自決権がある」と主張した[60]。
- ノルウェー: ノルウェーのエスペン・バルト・エイデ（英語版）外相は、「パレスチナ人が受けている不公正を止めなければならない」と述べ、「イスラエル＝パレスチナ紛争は二国家解決が唯一の解決策である」と主張した[61]。
- ロシア: ロシア代表は、「イスラエルは占領地でのすべてのユダヤ人入植を止めさせる必要がある」と述べた[62]。
- スロベニア: スロベニア代表は、パレスチナ人には「基本的人権」があり（自決権を例に挙げている）、イスラエルの占領はその妨げになっていると主張した[63]。
- スイス: スイス代表は、「イスラエルの占領は住民の幸福に影響を及ぼし、差別的であるため、安全保障上の要件では正当化できない」と述べた[64]。
- イギリス: 英国代表は、イスラエルの占領が違法であることは認めたが、裁判所はそれに関する判決を出すべきではないと主張した[65]。

### 中東
- アラブ連盟: アラブ連盟代表ラルフ・ウィルド（英語版）は、「イスラエルが占領を維持することの法的根拠はない」と述べた。最後に、パレスチナの詩人リファアト・アルアリイールの言葉を引用し、「もし私が死ななければならないのなら、私の物語を伝えるために生きてください。それが物語となるように。」と述べた[66]。
- イラン:  イラン代表は、占領を終わらせることは「集団的な法的・道義的責任」であり、（パレスチナ人を）その政策で失望させてはならないと述べた[67]。
- イラク: イラク代表は、「イラクはパレスチナ全土でパレスチナ人が受けている人道的苦痛を深く憂慮している」と述べた[68]。 ヨルダン: ヨルダン代表のミカエル・ウッドは、「（パレスチナ人の）自決権が行使されるための唯一の方法は、（イスラエルの）占領が終わることだ」と述べた[69]。 アイマン・サファディ（英語版）は、 「占領は違法であり、非人道的であり、終わらせなければならないが、イスラエルは組織的に占領をより強固なものとしようとしている」と述べた[70]。
- クウェート: クウェート代表は、「占領国は、ガザのパレスチナ人に対し、数々の国際法違反を特徴とする非合法な戦争を仕掛けてきた」とコメントした[71]。
- レバノン: レバノン代表は、「1967年以来、イスラエルは侵略犯罪を犯し、領土を不法に占領してから併合している」と述べた[72]。
- オマーン: オマーン代表は、「パレスチナ人は占領、抑圧、不公正、そして日々の屈辱の中で生きてきた。一方、国際社会は、パレスチナ人を独立国家への願望を実現する支援を行わなかった」と述べた[73]。
- カタール: カタールの弁護士は、「国際司法裁判所（ICJ）にはこの容認できない状況を改善する明確な使命と責任がある。国際法下での秩序の信頼性はあなた方の意見にかかっており、その賭け金はこれ以上ないほど大きい」と述べた[74]。
- サウジアラビア: サウジアラビアのジアド・アル＝アティヤ特使は、「イスラエルは、占領下にあるパレスチナ人に対する基本的な国際的義務に著しく違反している」と述べた[75]。

## ICJの見解
ICJは2024年7月19日に法的帰結についての見解を発表した。その内容は、イスラエルはパレスチナ領土の不法な占拠をやめ、新たなユダヤ人入植地の建設をやめ、すでに建設された入植地は立ち退かせるべきだというものだった。さらに、パレスチナ人が土地や財産を失った場合、イスラエルは賠償金を支払うべきだと結論づけた。あらゆる形態の人種差別の撤廃に関する国際条約（CERD）における人種隔離とアパルトヘイトの禁止に関連して、ICJは、イスラエルの法律が物理的および法的な意味で占領地のパレスチナ人と入植者の間に「人種隔離を行っている」として、それらの政策の実行はCERD第3条に違反していると認定した:65。またICJは、「すべての国家、そして国連安全保障理事会や国連総会などの機関は、占領を合法と認めず、占領地におけるイスラエルに対して援助や支援を提供しない義務を負っている」とした。
国際法違反についてはICJは、「強制的な立ち退き、家屋の取り壊し、パレスチナ人の居住と移動の制限、東エルサレムとヨルダン川西岸地区への入植者の移動と支援、入植者の暴力からパレスチナ人を守らなかったこと、水へのアクセスを制限したこと、ヨルダン川西岸地区と東エルサレムへのイスラエル法の拡張、占領地の資源をイスラエルが搾取したこと」などを指摘した。イスラエルの人種隔離政策についてもICJは問題視し、人種隔離とアパルトヘイトの区別に言及しながらも、イスラエルの政策がアパルトヘイトに関する国際法の規定に違反するという見解には至らなかった。これは、裁判長・裁判官の間で多数派の意見の一致に配慮したためではないかと推測されている。
ICJは勧告的意見で以下のように記述している：
国際刑事裁判所は、イスラエルによる武力による領土支配とパレスチナ人の自決権の侵害は、占領されているパレスチナ地域における、占領国としてのイスラエルの継続的存在の合法性に影響を及ぼすと考える。併合とパレスチナ占領地に対する恒久的な支配権の主張、およびパレスチナ人の自決権に対する継続的な侵害を通じて、イスラエルが占領国としての地位を持続していることは、国際法の基本原則に違反し、パレスチナ占領地におけるイスラエルの存在を違法なものにしている。
加えてICJは、イスラエルとパレスチナの和平に向けての動きは、国際法の適用を妨げるものではないと述べた。ICJは、「国連総会と安全保障理事会には、占領地におけるイスラエルの不法な支配を終わらせる方法を決定することが求められており、すべての国は占領地におけるイスラエルの占領を認めないことに協力する義務がある」と述べた。
国連は、この案件は国連総会に引き渡され、その後の措置が決定されると発表した。

### 国連総会決議
2024年9月18日、国連総会は勧告的意見を実施するための「拘束力のない」決議を採択した。124カ国が賛成票を投じ、43カ国が棄権、イスラエルとアメリカを含む14カ国が反対票を投じた。ヨーロッパは賛否が分かれた： フランス、ポルトガル、アイルランド、マルタ、ベルギー、スペイン、ノルウェーは賛成票を投じ、スイス、ドイツ、オーストリア、スウェーデン、イタリア、イギリス、オランダは棄権、チェコとハンガリーは反対票を投じた。
決議では、イスラエルが1年以内にパレスチナ占領地から撤退することを求める文が記されていた。また、すべての国連加盟国に対し、パレスチナ占領地内のユダヤ人入植地からの製品の輸入を停止し、それらがパレスチナ占領地で使用される可能性があると疑うに足る合理的な理由がある場合は、すべてのイスラエルへの武器、軍需品、関連機器の供給を停止するよう求めた。
スイスは、東エルサレムを含むパレスチナ占領地におけるジュネーブ第4条約の実施措置についての内容について、戦時における文民の保護に関する同条約の締約国間で会議を行うための招集する権限を与えられ、同会議は今後6カ月以内に行われることとなった。

## 反応

### イスラエルにおける反応
イスラエルの指導者や政治家は、ICJの判決を反ユダヤ主義的だと非難した：
- ベンヤミン・ネタニヤフ首相は、「ユダヤ人はパレスチナを占領していない」として、この判決を「嘘の決定」と呼んだ[92]。
- クネセトのユリ・エーデルシュタイン（英語版）議員は、国際司法裁判所はイスラム主義者とその支持者に乗っ取られていると述べた[93]。
- イタマル・ベン-グヴィル国家安全保障大臣は、「この決定は、この組織が明らかに反ユダヤ的で政治的な組織であることを何度目かに証明するものだ」と述べた[94]。
- イスラエルのベザレル・スモトリッチ財務大臣は、ヨルダン川西岸地区の即時併合を求め、次のように述べた：「ハーグへの答え、それは今すぐ主権を持つことだ」[94]。
- ベニー・ガンツは、この決定は「地域の安全保障にとって逆効果」である外部からの干渉の証であり、政治的対立の「司法化」のさらなる証拠でもあると述べた[95]。
- アヴィグドール・リーベルマンは、この判決は「反ユダヤ主義的行為」であると述べ、また、すでに他の6カ国と戦っているイスラエルに対して「戦争を仕掛けている」と非難した[96]。
- イスラエルのヤリブ・レヴィン（英語版）副首相はこう述べた：（世界法廷による）いかなる嘘も、イスラエルの土地はイスラエル国民のものであるという単純な事実を変えることはできない[96]。
- イスラエル外相のイスラエル・カッツは、「この判決は過激派の手に乗り、パレスチナ自治政府の我が国に対する誹謗中傷を促進するという意味で『危険』だ」と述べた[96]。
- 野党指導者のヤイル・ラピドは、「この決定は断絶的で一方的であり、反ユダヤ主義に汚染されており、イスラム・テロリズムにのみ奉仕するものだ」と述べた[96]。
- アフマド・ティビは、「判決は現実を正確に捉えており、占領地における隔離状態とイスラエル法の適用はアパルトヘイトであると判断している」と述べた[96]。
- イスラエルの人権NGOであるベツェレムは「国際社会はイスラエルに占領を終わらせなければならない」と述べた[97]。

### パレスチナにおける反応
- パレスチナのマフムード・アッバース大統領及び大統領府はこの勧告を歓迎し、歴史的な決定と称した[16]。
- パレスチナ解放機構執行委員会のフセイン・アル＝シェイク（英語版）事務局長は、この勧告を「パレスチナ人の自決権の勝利」として歓迎し、この勧告は「占領下にいるパレスチナ人に対して接収、入植、強制移住、人種差別的慣行を行ってきた「パレスチナ人ユダヤ人化計画」の崩壊と敗北に相当する」と述べた[92]。

### アメリカ合衆国における反応
- 米国国務省はICJの勧告的意見を批判し、将来のパレスチナ国家をめぐる交渉が困難になると主張した[98]。

### イギリスにおける反応
- 当時発足したばかりであった労働党のスターマー政権は、「ICJの独立性を尊重する」と述べた。外務省は、英国は「違法なユダヤ人入植地の拡大とユダヤ人入植者による暴力及び暴力事件の増加について強く反対している」とコメントしたと[99]。

### EUにおける反応
- 欧州連合（EU）は、ICJのこの勧告的意見を支持し、勧告はEUにおける本問題の立場と一致しているとコメントした。欧州連合外務・安全保障政策上級代表であるジョセップ・ボレルは、「この意見がEUの政策に与える影響について分析する」と述べた[15]。
- ベルギーのハジャ・ラビブ（英語版）外務大臣は、Xへの投稿で次のように述べた：国際司法裁判所は、イスラエルによるパレスチナ領土の占領は国際法に準拠しておらず、ユダヤ人の入植活動は停止しなければならないとの判決を下しました。ベルギーは常に国際法の尊重のために立ち上がり続けます[99]。
- スペインは、この判決には「この勧告には（中略）とりわけ、イスラエルによるパレスチナ領土の占領の違法性と入植に関する重要な宣言が含まれている」と述べ、次のように述べた：スペイン政府は、国連と国際社会に対し、この勧告的意見の内容を考慮し、この点で適切な措置をとるよう強く求める[99][100]。
- スロベニア外務省はイスラエルに対し、国際司法裁判所の見解に示された国際法上の義務と義務を遵守するよう求めた[99]。
- ノルウェーのエスペン・バット・アイデ（英語版）外務大臣は、Xへの投稿の中で次のように述べた：ICJの勧告的意見が示すことは明確である。イスラエルの入植地における政策とその実行は、パレスチナ占領地の大部分を違法に併合したとみなされるべきであり、国際法に違反している。本決議はイスラエルに対する明確なメッセージであり、イスラエルが直ちに従うことを期待する[99]。

### アフリカにおける反応
- 南アフリカ共和国のロナルド・ラモラ（英語版）国際関係・協力大臣は、「今回の決議は、イスラエルによるパレスチナ領土の占領が国際法上違法であることに変わりはないという南アフリカの長年の立場を再確認するものであった。また、イスラエルの違法行為への加担をやめ、国際法の尊重を確保するために行動する法的義務が今回すべての国家にも課せられた」と声明で述べた[99]。

### アナリストの反応
- 政治アナリストのダニエル・レヴィ（英語版）は、「ICJの決議の結果、国際法違反に加担する国家や違反国（すなわちイスラエル）が全く処罰されないといった結果を引き起こすことを考慮するばかりだ」と述べた[101]。
- Ynetのジャーナリスト、イタマール・アイヒナーは「ICJの決議は、イスラエルの政治家たちが恐れていた最悪のシナリオのように見えるが、決議が最終的にイスラエルに有利に働く可能性がある」と述べた。アイヒナーは、「イスラエルの指導者たちは、ドナルド・トランプがアメリカ大統領選で勝利し（予測通り実際に勝利している）、国際司法裁判所と国際刑事裁判所に反対する法律を可決し、これらの決議に責任を負う裁判官に制裁を課すことを望んでいる」と分析している[102]。